# 三重県道518号長島停車場線
三重県道518号長島停車場線（みえけんどう518ごう ながしまていしゃじょうせん）は、三重県桑名市を通る一般県道である。

## 概要
桑名市長島町西外面から桑名市長島町又木に至る。
JR東海関西本線の長島駅と国道1号を結ぶ、総延長約900 mの一般県道。

### 路線データ
- 起点：三重県桑名市長島町西外面（JR東海関西本線 長島駅前[1]）
- 終点：三重県桑名市長島町又木（又木交差点、国道1号交点[1]）
- 総延長：0.8863 km[1]
- 実延長：0.8863 km[1]

## 歴史
- 1959年（昭和34年）1月25日 - 三重県告示第17号の2により[2]三重県道に認定される[1]。

## 路線状況

### 交通量
24時間自動車類交通量（上下合計、単位：台）　道路交通センサス
| 調査地点           | 平成17（2005）年度 | 平成22（2010）年度 | 平成27（2015）年度 |
| ------------------ | ------------------ | ------------------ | ------------------ |
| 桑名市長島町西外面 | 422                | 273                | 3,292              |

- 出典：国土交通省ホームページ「平成22年度全国道路・街路交通情勢調査 一般交通量調査 箇所別基本表（三重県）」p.37、「平成27年度全国道路・街路交通情勢調査 一般交通量調査 箇所別基本表（三重県）」p.33

## 地理

### 通過する自治体
- 三重県
  - 桑名市

### 交差する道路
| 交差する道路 | 交差する場所 | 交差する場所      |
| ------------ | ------------ | ----------------- |
| 国道1号      | 長島町又木   | 又木交差点 / 終点 |

### 交差する鉄道
- 近鉄名古屋線

### 周辺
- JR東海関西本線 長島駅
- 近鉄名古屋線 近鉄長島駅

## ギャラリー

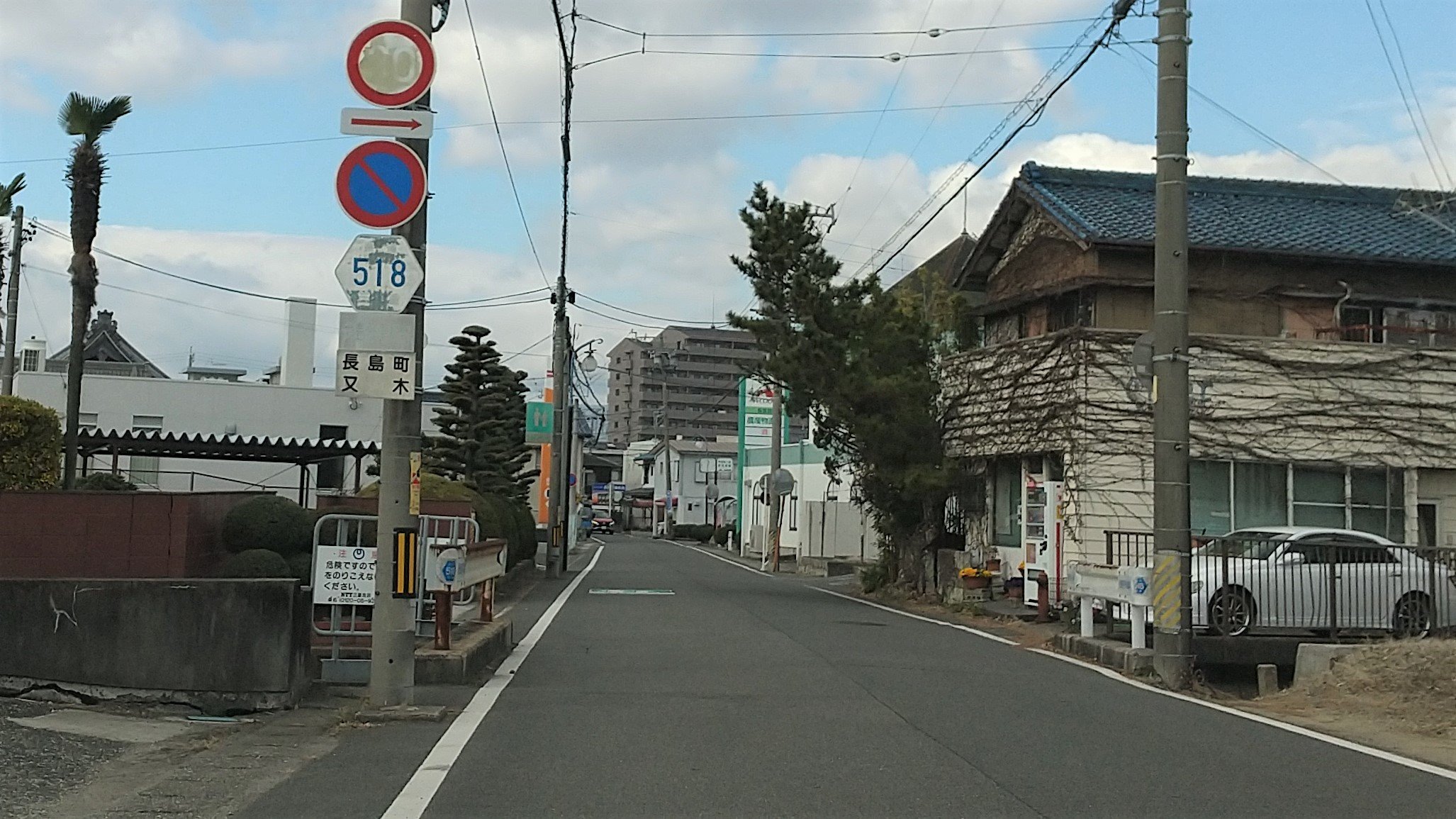
桑名市長島町又木（2023年1月）
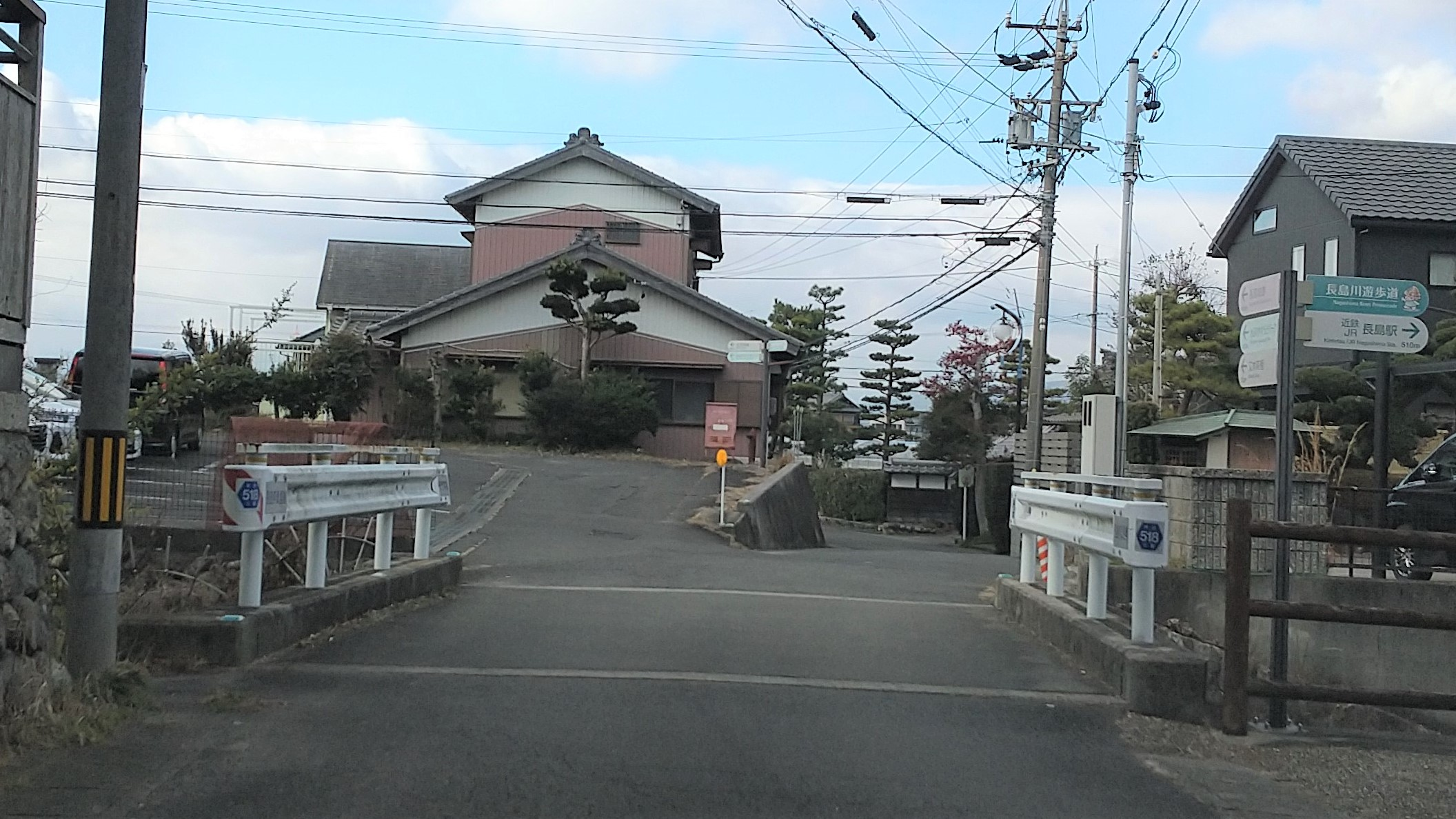
桑名市長島町長島萱町（2023年1月）